# Клозенер, Фриче
Фриче Клозенер (нем. Fritsche Closener, лат. Fridericus Closnerus; около 1315 — между 17 июня 1372 и 17 июня 1396) — эльзасский хронист, священник Страсбургского собора, автор «Страсбургской хроники», доведённой до 1362 года и дающей яркую картину городской жизни XIV века.

## Жизнь и труды
Выходец из городского патрициата, родился в семье Сифрида, почётного гражданина Страсбурга, и Маргареты Спирер. С 1343 года был хранителем алтаря Девы Марии в Страсбургском соборе, где позже служил викарием большого хора. В 1358 году он получил престижную пребенду от часовни Святой Екатерины. Дата смерти точно не установлена, умер между 1372 и 1396 годом.
Наиболее известным его трудом стала хроника Страсбурга (нем. Straßburgische Chronik), написанная на немецком языке, работу над которой он закончил 8 июля 1362 года, в день землетрясения в Страсбурге. В качестве основных источников им были использованы «Всемирная Саксонская хроника» (нем. Sächsische Weltchronik) середины XIII в., «Хроника пап и императоров» (лат. Chronicon pontificum et imperatorum) Мартина Опавского (1278) и «Страсбургские анналы» Элленхарда (лат. Ellenhardi annales), доведённые до 1297 года.
В хронике Клозенера, помимо событий политической и церковной истории, излагается история Страсбургского собора до 1358 года. Особенный интерес представляет описание им современных ему событий в Страсбурге 1320—1360 годов, в том числе эпидемию чумы и связанные с ней гражданские беспорядки, движение флагеллантов и преследование евреев. Сообщается о событиях в Швейцарии, в частности, о захвате в 1333 году замка Шванау и Базельском землетрясении 1356 года.
Заслугой Клозенера являлось то, что он первым соединил историю г. Страсбурга и его епархии с историей Священной Римской империи, историей папства, а также всемирной историей.
Рукопись «Страсбургской хроники» Клозенера хранится в фондах Национальной библиотеки Франции (MS germ. 91, быв. früher 2533). Впервые она была издана в 1842 году в Штутгарте историком Адамом Вальтером Штробелем и филологом Альбертом Шоттом, а в 1870 году её опубликовал в «Хрониках немецких городов» (нем. Chroniken der Deutschen Städte) Карл фон Гегель.
Также Клозенер составил немецко-латинский словарь и церковно-литургическое «Руководство для хора» (лат. Directorium chori, 1364).